# Xbox
Xbox este un brand de jocuri video creat și deținut de Microsoft. Acesta reprezintă o serie de console de jocuri video dezvoltate de Microsoft, cu patru console lansate în generațiile a șasea, a șaptea, a opta și a noua. Marca reprezintă, de asemenea, aplicații (jocuri), servicii de streaming și un serviciu online denumit Xbox Live. Marca a fost introdusă pentru prima dată în Statele Unite în noiembrie 2001, odată cu lansarea consolei Xbox.
Acest dispozitiv original a fost prima consolă de jocuri video oferită de o companie americană după ce Atari Jaguar a oprit vânzările în 1996. Acesta a ajuns la peste 24 milioane de unități vândute începând cu luna mai 2006. Consola a doua a Microsoft, Xbox 360, a fost lansată în 2005 și a vândut peste 77,2 milioane de console în întreaga lume până în aprilie 2013. Succesorul Xbox 360 a fost vândut în 84 milioane de bucăți, Xbox One - 18-19 milioane de console, și cel mai recent consola Microsoft Xbox Series, care a fost lansată în 2020. Xbox One a fost lansat pe 21 de piețe în total, cu o versiune chineză în septembrie 2014. Șeful diviziei Xbox este Phil Spencer, care la succedat pe fostul șef Marc Whitten la sfârșitul lunii martie 2014.

## Console

### Xbox
Consola Xbox a fost lansată pe 15 noiembrie 2001, în America de Nord, 22 februarie 2002, în Japonia și 14 martie 2002, în Australia și Europa. A fost prima incursiune a Microsoft pe piața consolei de jocuri. Ca parte a celei de-a șasea generații de jocuri, Xbox a concurat cu PlayStation 2, Dreamcast-ul lui Sega (care a oprit vânzările americane înainte de lansarea Xbox-ului) și GameCube de la Nintendo. Xbox a fost prima consolă oferită de o companie americană după ce Atari Jaguar a oprit vânzările în 1996. Numele Xbox a fost derivat dintr-o contracție a DirectX Box, o referință la grafica Microsoft API, DirectX. Serviciul integrat Xbox Live lansat în noiembrie 2002 a permis jucătorilor să joace online. La început a concurat cu serviciul online Dreamcast, dar mai târziu a concurat cu serviciul online PlayStation 2. Xbox Live a fost un succes datorită serverelor mai bune, unor caracteristici cum ar fi o listă de amici și titluri de top precum Halo 2 în noiembrie 2004, care este cel mai bine vândut joc video Xbox și a fost de departe cel mai popular joc online de ani de zile.

### Xbox 360

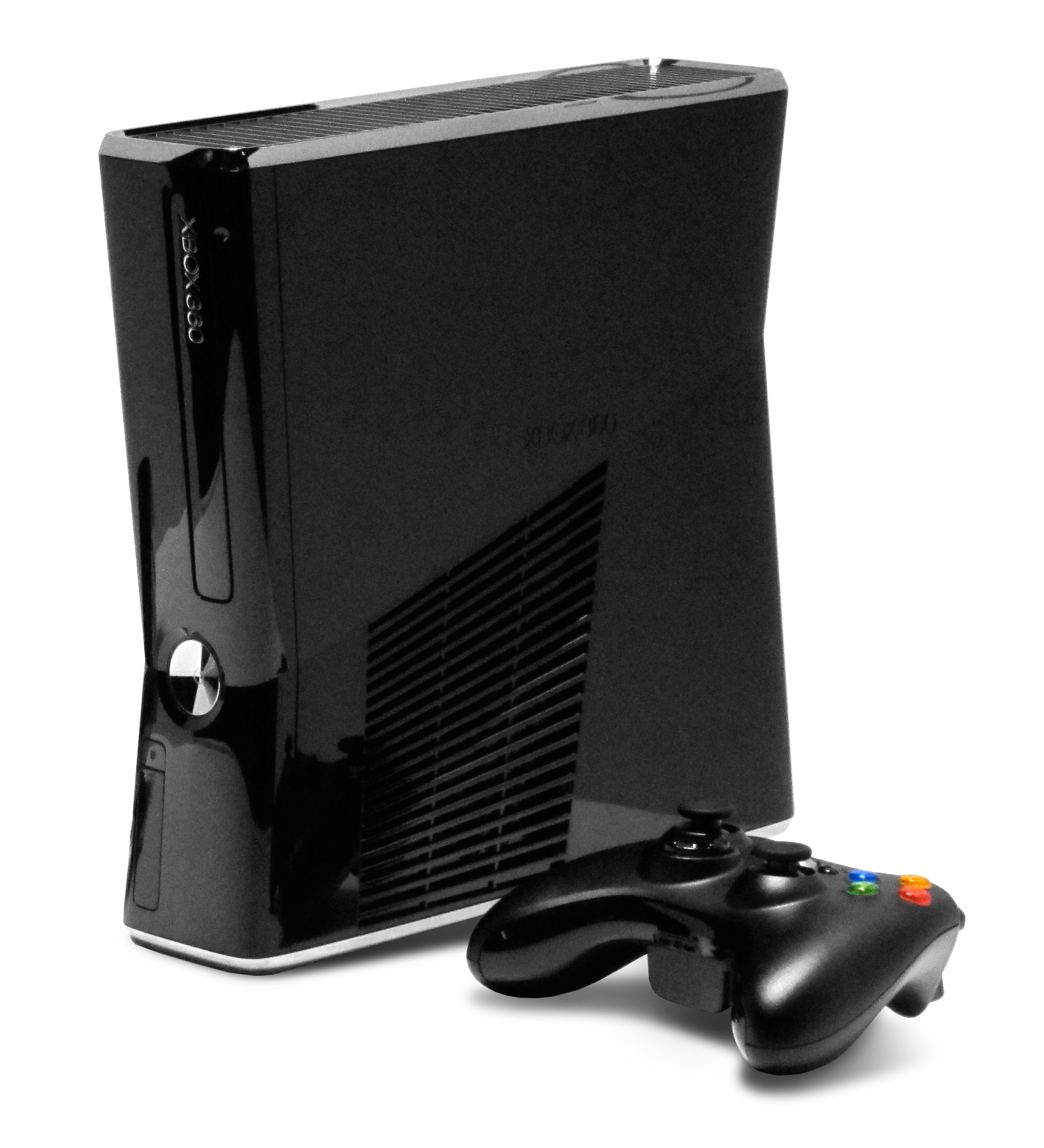
Xbox 360 S

Xbox 360 a fost lansat ca succesor al Xbox-ului original în noiembrie 2005, în competiție cu Sony PlayStation 3 și Nintendo Wii, ca parte a celei de-a șaptea generații de console de jocuri video. Începând cu 30 iunie 2013, 78,2 milioane de console Xbox 360 au fost vândute în întreaga lume. Xbox 360 a fost dezvăluit oficial pe MTV pe data de 12 mai 2005, cu informații detaliate despre lansare și joc, dezvăluite ulterior în luna respectivă la Electronic Entertainment Expo (E3). Consola sa vândut complet după eliberare în toate regiunile, cu excepția Japoniei. Xbox 360 a prezentat un serviciu extins Xbox Live (care include acum un nivel limitat "gratuit" numit Silver), abilitatea de a transmite conținut multimedia de pe PC-uri, în timp ce actualizările ulterioare au adăugat posibilitatea de a folosi serviciile Xbox Music și Xbox Video, împreună cu accesul la servicii de conținut terță parte prin intermediul aplicațiilor de streaming media terță parte. Microsoft a lansat, de asemenea, Kinect, un sistem de control al mișcării pentru Xbox 360 care utilizează un sistem avansat de senzori. La prezentarea lor E3, pe 14 iunie 2010, Microsoft a anunțat un Xbox 360 reproiectat care va fi lansat în aceeași zi. Consola reproiectată este mai subțire decât modelul Xbox 360 și dispune de Wi-Fi 802.11 b / g / n integrat, ieșire audio optică TOSLINK S / PDIF, cinci porturi USB 2.0 (comparativ cu cele trei versiuni mai vechi) perifericul Kinect.

### Xbox One

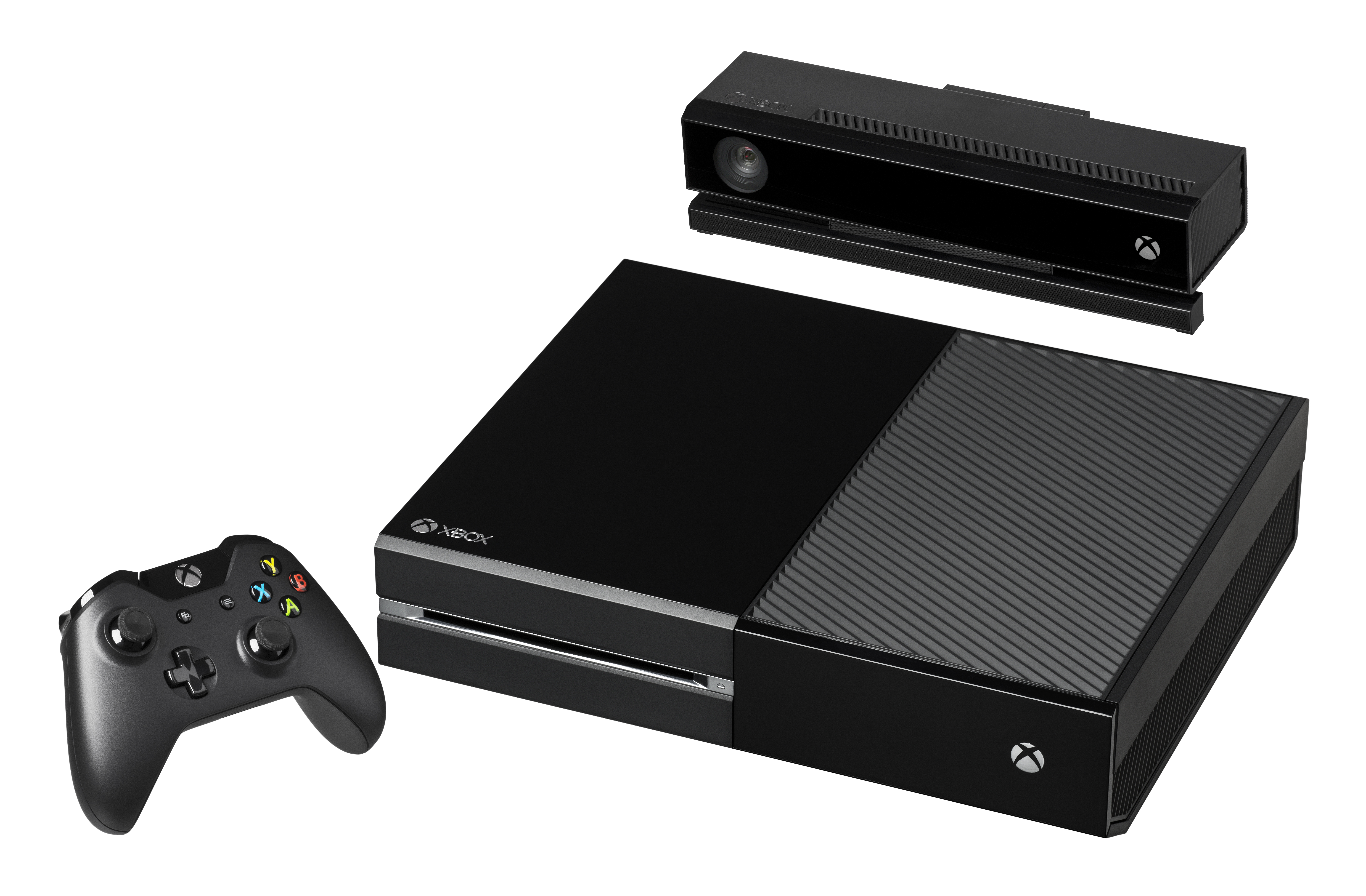
Xbox One cu noul Kinect și controller

Xbox One a fost lansat pe 22 noiembrie 2013 în America de Nord, ca succesor al Xbox 360. Xbox One concurează cu Sony PlayStation 4 și Nintendo Switch, ca parte a celei de-a opta generații de console de jocuri video. Anunțat pe 21 mai 2013, Xbox One are acum un accent deosebit pe caracteristicile bazate pe internet; inclusiv abilitatea de a înregistra și reda gameplay-ului, precum și capacitatea de a se integra cu un set-top box pentru a viziona televiziunea prin cablu sau prin satelit, cu o interfață de ghidare îmbunătățită și un control vocal bazat pe Kinect. În urma dezvăluirii sale, Xbox One sa dovedit a fi controversat pentru practicile inițiale de gestionare a drepturilor digitale și practicile de confidențialitate; în timp ce Microsoft a oferit utilizatorilor posibilitatea de a accesa biblioteca de jocuri (indiferent dacă au fost achiziționate fizic sau digital) pe orice consola Xbox One fără a avea nevoie de discuri și posibilitatea de a partaja întreaga lor bibliotecă cu 10 membri toate jocurile ar trebui să fie legate de contul Xbox Live al utilizatorului și de consola lor Xbox One, iar consola ar trebui să se conecteze periodic la Internet (cel puțin o dată la 24 de ore) pentru a sincroniza biblioteca sau altfel nu vei putea juca jocuri pe consolă. În urma unui răspuns negativ din partea criticilor și a consumatorilor (care și-au manifestat îngrijorarea că sistemul ar putea împiedica revânzarea jocurilor folosite), Microsoft a anunțat că aceste restricții vor fi eliminate. Microsoft a fost, de asemenea, criticat pentru solicitarea ca Xbox One să aibă funcția de periferic Kinect actualizată pentru a funcționa, pe care critici și avocații de confidențialitate au crezut că ar putea fi folosiți ca dispozitiv de supraveghere. Ca un gest spre demonstrarea angajamentului față de confidențialitatea utilizatorilor, Microsoft a decis să permită funcționarea consolei fără Kinect. Pe 13 iunie 2016, Microsoft a anunțat Xbox One S, o versiune mai subțire a Xbox One, la E3 2016. De asemenea, aceste console pot veni la pachet cu diferite bundle-uri pentru diverse jocuri.De asemenea mai tarziu XBox one X a fost lansata.